# 파스트르마

파스티르마

파스티르마(Pastirma)는 중동의 고기 요리 중 하나이다.

## 어원과 역사
바스투르마는 고대 아르메니아 요리에서 아부크(아르메니아어: աբուխ)로 불렸다. 아부크(고대 아르메니아어: 아푸크트)라는 단어는 서기 5세기에 이미 아르메니아어 성경 번역본에서 “소금에 절이고 말린 고기”라는 뜻으로 사용되었다.

## 갤러리

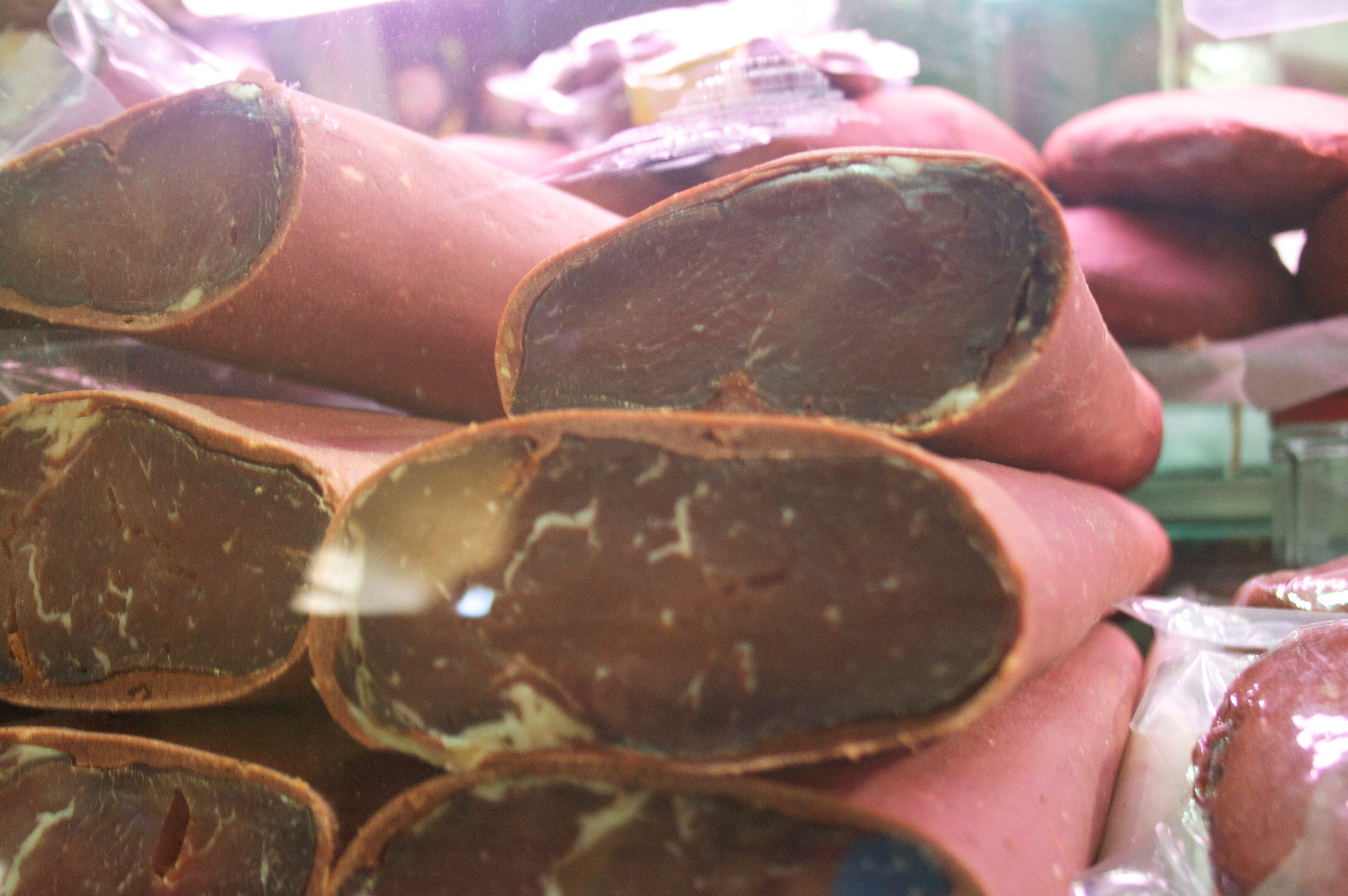
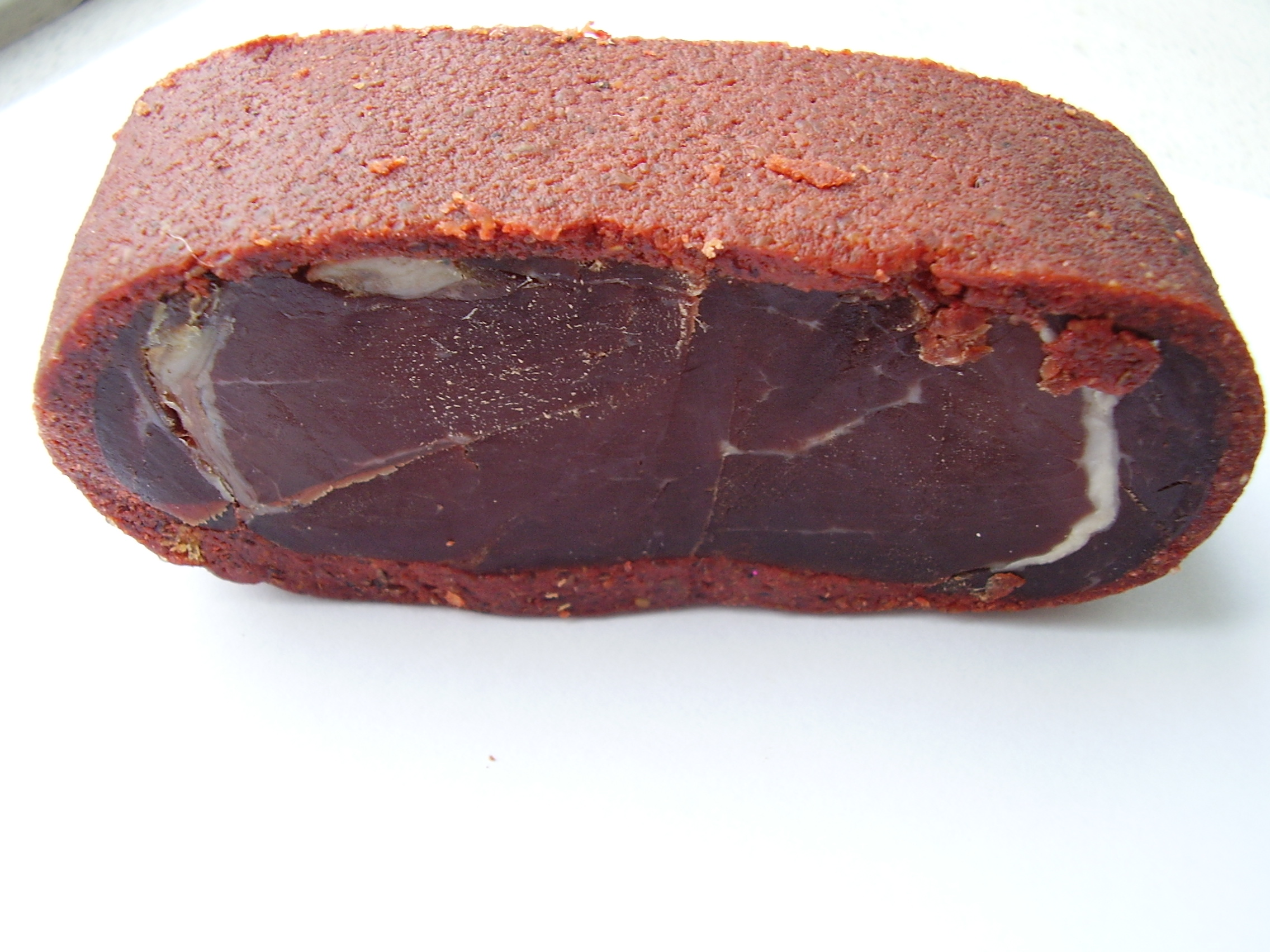
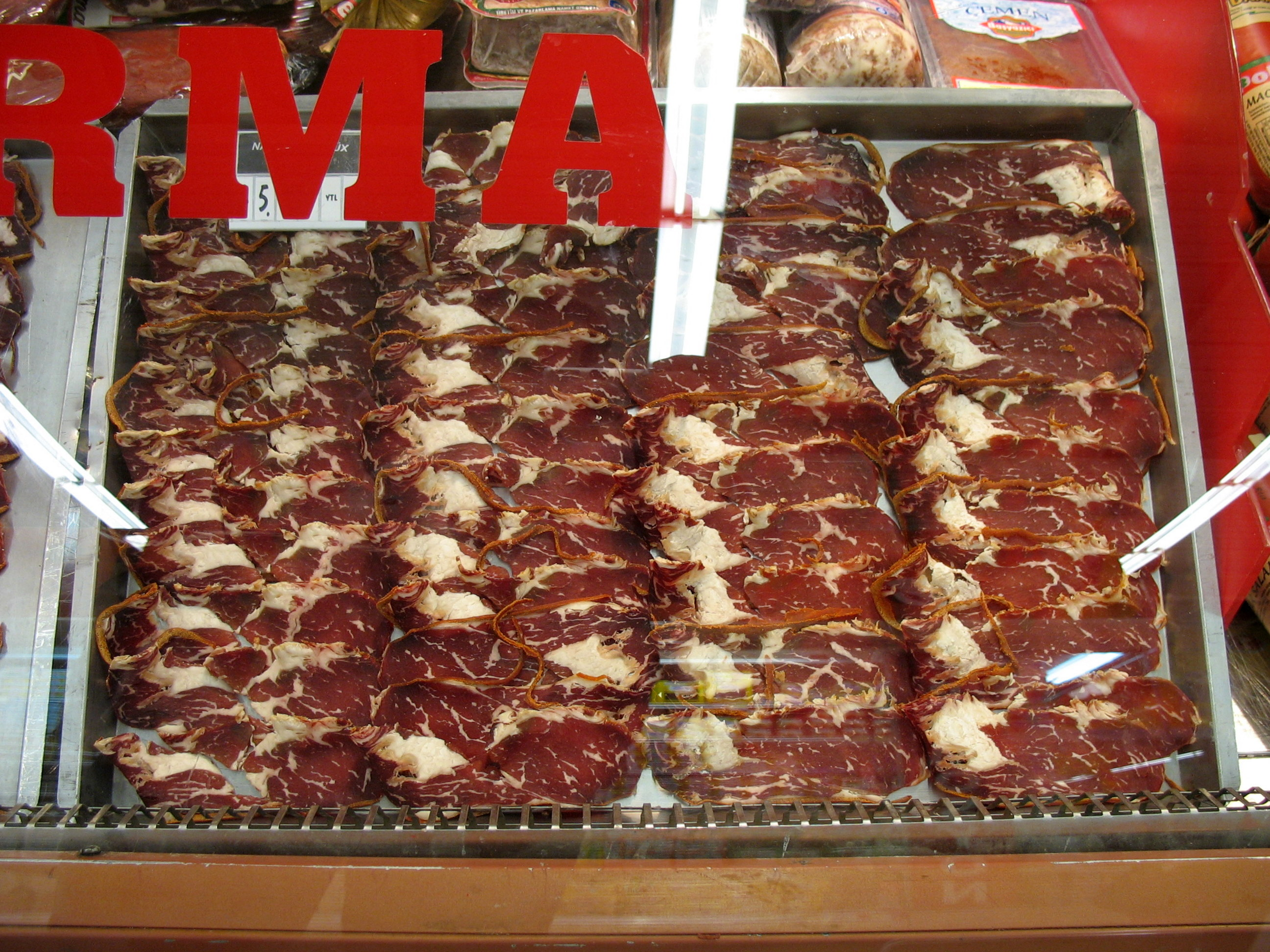